# العارضه السفلى (الظهار)

تعديل مصدري - تعديل

العارضه السفلى هي إحدى قرى عزلة ثواب الأسفل بمديرية الظهار التابعة لمحافظة إب، بلغ تعداد سكانها 319 نسمة حسب تعداد اليمن لعام 2004.